# Riot (Band)
Riot V, ehemals Riot (englisch für Ausschreitung, Krawall), ist eine US-amerikanische Heavy-Metal-Band aus New York. Sie gelten als Pioniere des amerikanischen Power Metals.

## Geschichte
Riot gründeten sich 1976 in Brooklyn. Die Ursprungsbesetzung bestand aus Guy Speranza († 2003; Gesang), Mark Reale († 2012; Gitarre), Lou A. Kouvaris (Gitarre), Cliff „Kip“ Leming (Bass) Sandy Sklavin (Schlagzeug). Speranza wurde nach dem „Fire Down Under“-Album von Rhett Forrester abgelöst, mit dem die folgenden zwei Alben aufgenommen wurden.
Mitte der 1980er Jahre lösten sich Riot auf, fanden aber schon 1987 wieder zusammen. Im Laufe der folgenden Jahre änderte sich die Besetzung häufig, so dass die „Familie“ der aktiven und ehemaligen Riot-Mitglieder auf rund 20 Leute wuchs, darunter die Schlagzeuger Bobby Rondinelli (Rainbow, Blue Öyster Cult, Black Sabbath) und Bobby Jarzombek (Halford, Iced Earth).
Nach dem Tod von Mark Reale und dem Ausstieg von Tony Moore führte die Band mit Todd Michael Hall als neuem Sänger ab 2013 unter dem Namen Riot V ihre Geschichte weiter.

## Diskografie

### Studioalben
- 1977: Rock City
- 1979: Narita
- 1981: Fire Down Under
- 1982: Restless Breed
- 1983: Born in America
- 1988: Thundersteel
- 1990: The Privilege of Power
- 1993: Nightbreaker
- 1995: The Brethren of the Long House
- 1998: Inishmore
- 1999: Sons of Society
- 2002: Through the Storm
- 2006: Army of One
- 2011: Immortal Soul
- 2014: Unleash the Fire (als Riot V)
- 2018: Armor of Light (als Riot V)
- 2024: Mean Streets (als Riot V)

### Livealben
- 1980: Riot live
- 1992: Riot in Japan – Live!! (Wiederveröffentlichung 1999 als Live in Japan)
- 1998: Shine On

### Kompilationen
- 1993: Greatest Hits ’78–’90
- 2017: Sons of Society / Inishmore – Metal Blade Remastered
- 2017: The Official Box Set Vol. 1

### Chartplatzierungen
Alben

| Jahr | Titel          | Höchstplatzierung, Gesamtwochen, AuszeichnungChartplatzierungen (Jahr, Titel, Platzierungen, Wochen, Auszeichnungen, Anmerkungen) | Höchstplatzierung, Gesamtwochen, AuszeichnungChartplatzierungen (Jahr, Titel, Platzierungen, Wochen, Auszeichnungen, Anmerkungen) | Höchstplatzierung, Gesamtwochen, AuszeichnungChartplatzierungen (Jahr, Titel, Platzierungen, Wochen, Auszeichnungen, Anmerkungen) | Anmerkungen |
| Jahr | Titel          | DE | AT | CH | Anmerkungen |
| ---- | -------------- | --- | --- | --- | ----------- |
| 2018 | Armor of Light | DE27 (1 Wo.)DE | AT71 (1 Wo.)AT | CH56 (1 Wo.)CH |             |
| 2024 | Mean Streets   | DE35 (1 Wo.)DE | AT59 (1 Wo.)AT | CH23 (1 Wo.)CH |             |